# Anyphops tuckeri
Anyphops tuckeri är en spindelart som först beskrevs av Lawrence 1940.  Anyphops tuckeri ingår i släktet Anyphops och familjen Selenopidae. Inga underarter finns listade i Catalogue of Life.